# Štrba
Štrba (deutsch Tschirm, ungarisch Csorba) ist eine Gemeinde in der Nordslowakei mit 3337 Einwohnern (Stand 31. Dezember 2024). Administrativ gehört sie heute zum Okres Poprad innerhalb des Prešovský kraj und gehört zur traditionellen Landschaft Liptau (slowakisch Liptov).

## Geographie

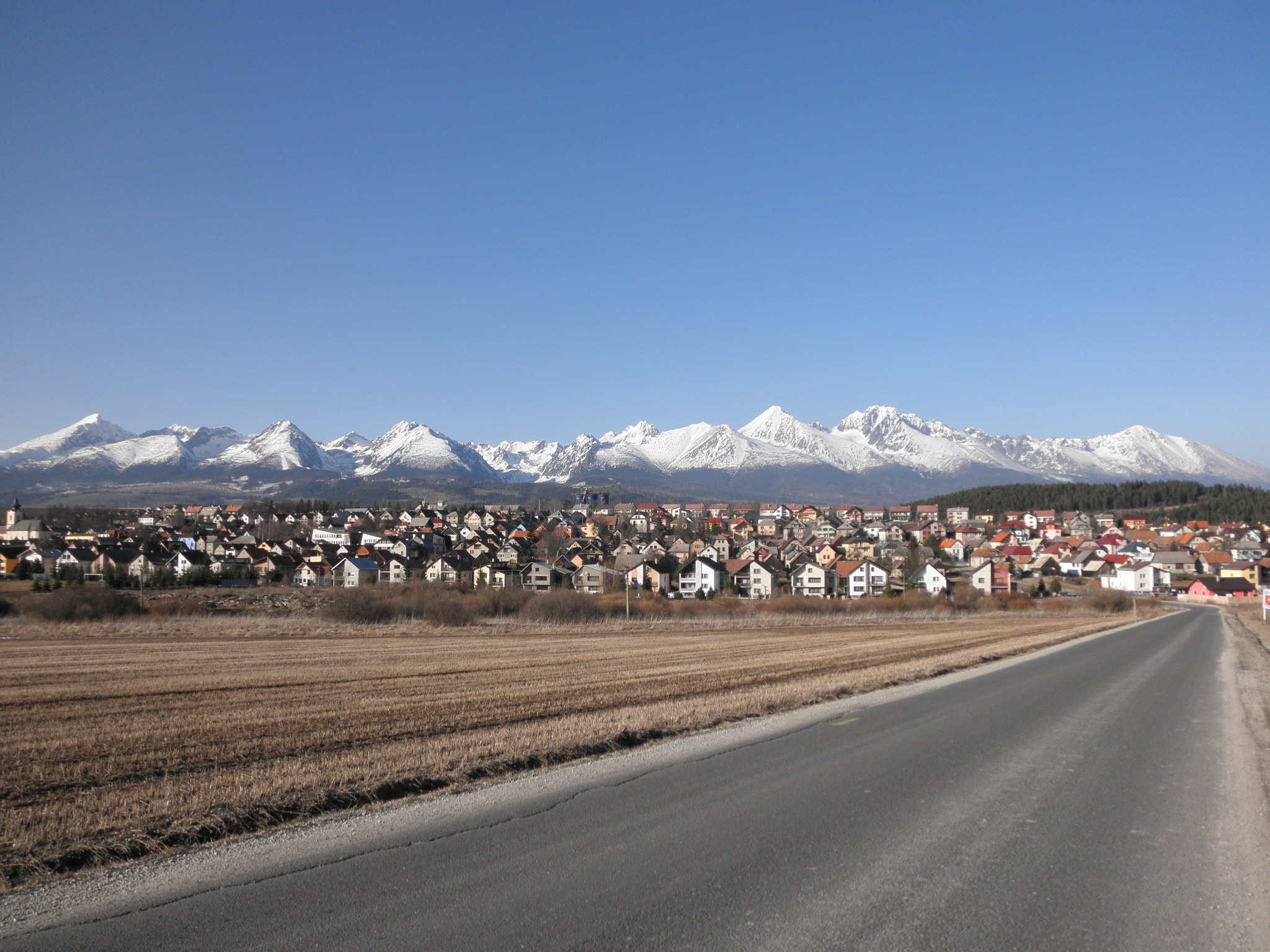
Ort Štrba und die Hohe Tatra

Die Gemeinde befindet sich inmitten von Podtatranská kotlina (deutsch Unter-Tatra-Kessel) unter der Hohen Tatra, fast genau an der europäischen Hauptwasserscheide, die hier Einzugsgebiete des Schwarzen Meers (Abfluss über die Waag) und der Ostsee (Abfluss über den Poprad) trennt. Zugleich bildet der westlich gelegene Rücken oberhalb von Štrba die Grenze zwischen den Untereinheiten Liptovská kotlina (deutsch Liptauer Becken) und Popradská kotlina (deutsch Poprad-Kessel). Durch den Ort Štrba fließt der Štrbský potok, ein Nebenfluss der aus der Tatra kommenden Mlynica (Einzugsgebiet Poprad), während nach Westen der Biely Váh fließt, einer der zwei Quellflüsse der Waag. Weiter südlich von Štrba erhebt sich der Gebirgsstock Kozie chrbty und noch weiter die Niedere Tatra. Der höchste Punkt des Gemeindegebiets ist der Hrubý vrch mit 2428 m n.m. Das Ortszentrum liegt auf einer Höhe von 829 m n.m. und ist 18 Kilometer von Poprad, 42 Kilometer von Liptovský Mikuláš, 131 Kilometer von Košice sowie 320 Kilometer von der Hauptstadt Bratislava entfernt.

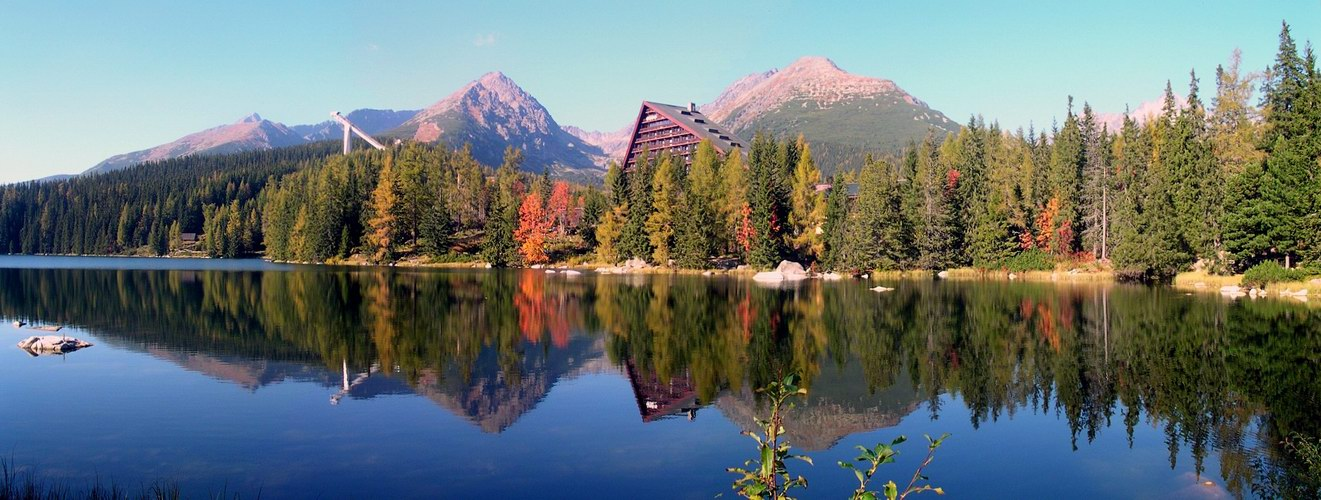
Štrbské pleso

Zur Gemeinde gehören neben dem Hauptort auch Tatranská Štrba (Höhe 900 m n.m.) und Štrbské Pleso (Höhe 1355 m n.m.). In der Tatra umfasst das Gemeindegebiet das Gebirgstal Mlynická dolina, an dessen Ende sich mehrere Zweitausender erheben: neben dem schon erwähnen Hrubý vrch sind dies die z. B. Berge Satan (2421 m n.m.), Diablovina (2390 m n.m.), Štrbský štít (2381 m n.m.), Štrbské Solisko (2301 m n.m.), Patria (2203 m n.m.) und Predné Solisko (2117 m n.m.). Auf einer Höhe von etwa 1800 m n.m. findet man den 30 m hohen Wasserfall Skok des Flüsschens Mlynica und bei Štrbské Pleso liegt der gleichnamige See Štrbské pleso (deutsch Tschirmer See).
Nachbargemeinden sind Vysoké Tatry im Norden, Mengusovce und Lučivná im Osten, Šuňava und Liptovská Teplička im Süden und Važec im Westen.

## Geschichte
Der Name geht auf die Lage der Gemeinde in einem „Spalt“ (slowakisch štrbina) zwischen der Hohen Tatra und der Niederen Tatra zurück. Historisch liegt der Ort an der Grenze zwischen den Gespanschaften Liptau und Zips.
Die Gemeinde wurde 1280 zum ersten Mal als Czorba erwähnt und gehörte zu den Familien Bán, Szmrecsányi und Szentiványi. In der Gegend befanden sich mehrere mittelalterliche Ansiedlungen wie Šoldov, auf dem alten Weg zwischen Važec und Štrba, mit Ruinen einer Kirche. 1580 stand im Ort eine Säge. Während der sogenannten „Hungerjahre“ 1715–1717 wanderten 41 Familien aus. 1828 zählte man 186 Einwohner und 1623 Einwohner, die als Forstarbeiter, Hirten, Kalkbrenner, Köhler und Fuhrmänner beschäftigt waren. Im 19. Jahrhundert entwickelte sich der Tourismus, der bis heute den Ort bestimmt. Insbesondere nach der Fertigstellung der Kaschau-Oderberger Bahn (Ks.Od.) im Jahr 1872 kam es zum Aufschwung des Tourismus in und rund um Štrbské Pleso.
Bis 1918 gehörte der im Komitat Liptau liegende Ort zum Königreich Ungarn und kam danach zur Tschechoslowakei beziehungsweise heute Slowakei. 1947 wurde Štrbské Pleso Ortsteil der neu gegründeten Stadt Vysoké Tatry, kam aber 2007 auf Grund einer Entscheidung des Obersten Gerichts der Slowakischen Republik zurück an die Gemeinde Štrba.

## Bevölkerung
| Jahr                | 1994 | 2004    | 2014    | 2024    |
| ------------------- | ---- | ------- | ------- | ------- |
| Anzahl der Personen | 3844 | 3653    | 3543    | 3337    |
| Unterschied         |      | −4,96 % | −3,01 % | −5,81 % |

| Jahr                | 2023 | 2024    |
| ------------------- | ---- | ------- |
| Anzahl der Personen | 3352 | 3337    |
| Unterschied         |      | −0,44 % |

Nach der Volkszählung 2011 wohnten in Štrba 3640 Einwohner, davon 3382 Slowaken, 45 Roma, 32 Tschechen, 11 Magyaren, acht Deutsche, vier Russinen, drei Polen, zwei Bulgaren sowie jeweils ein Kroate, Mährer, Russe und Ukrainer. Vier Einwohner gaben eine andere Ethnie an und 145 Einwohner machten keine Angabe zur Ethnie.
1559 Einwohner bekannten sich zur römisch-katholischen Kirche, 1337 Einwohner zur Evangelischen Kirche A. B., 69 Einwohner zur griechisch-katholischen Kirche, 16 Einwohner zur apostolischen Kirche, 13 Einwohner zur Pfingstbewegung, acht Einwohner zur orthodoxen Kirche, drei Einwohner zur reformierten Kirche; 11 Einwohner bekannten sich zu einer anderen Konfession. 356 Einwohner waren konfessionslos und bei 210 Einwohnern wurde die Konfession nicht ermittelt.

## Bauwerke und Denkmäler

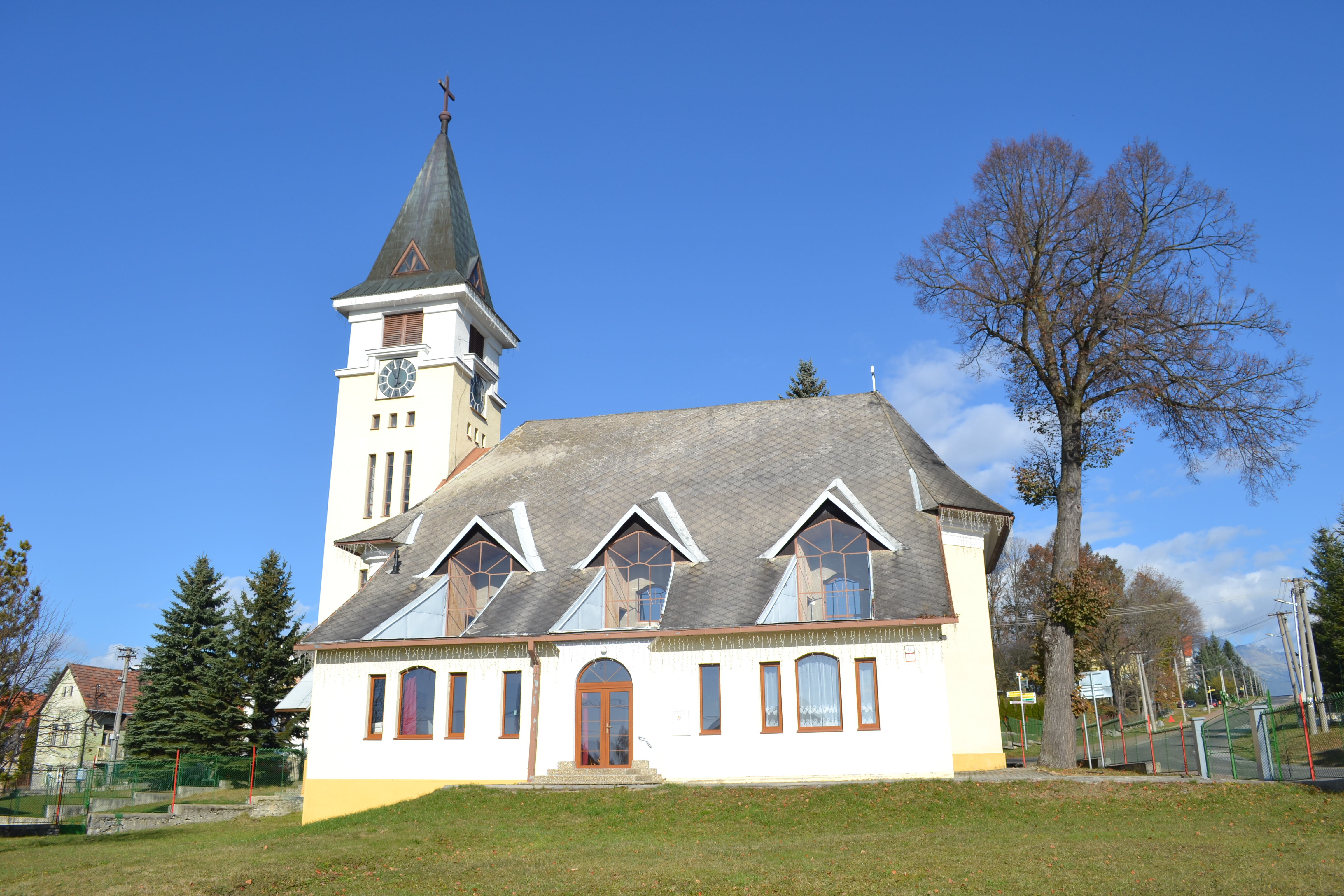
Evangelische Kirche in Štrba

- römisch-katholische Andreaskirche aus dem Jahr 1844
- evangelische Toleranzkirche aus dem Jahr 1784
- Gebäude des alten Bahnhofs in Štrbské Pleso
- ehemalige Heilanstalt Hviezdoslav und historische Gebäude Kriváň und Jánošík, heute als Teile von Grand Hotel Kempinski High Tatras gewidmet

## Verkehr

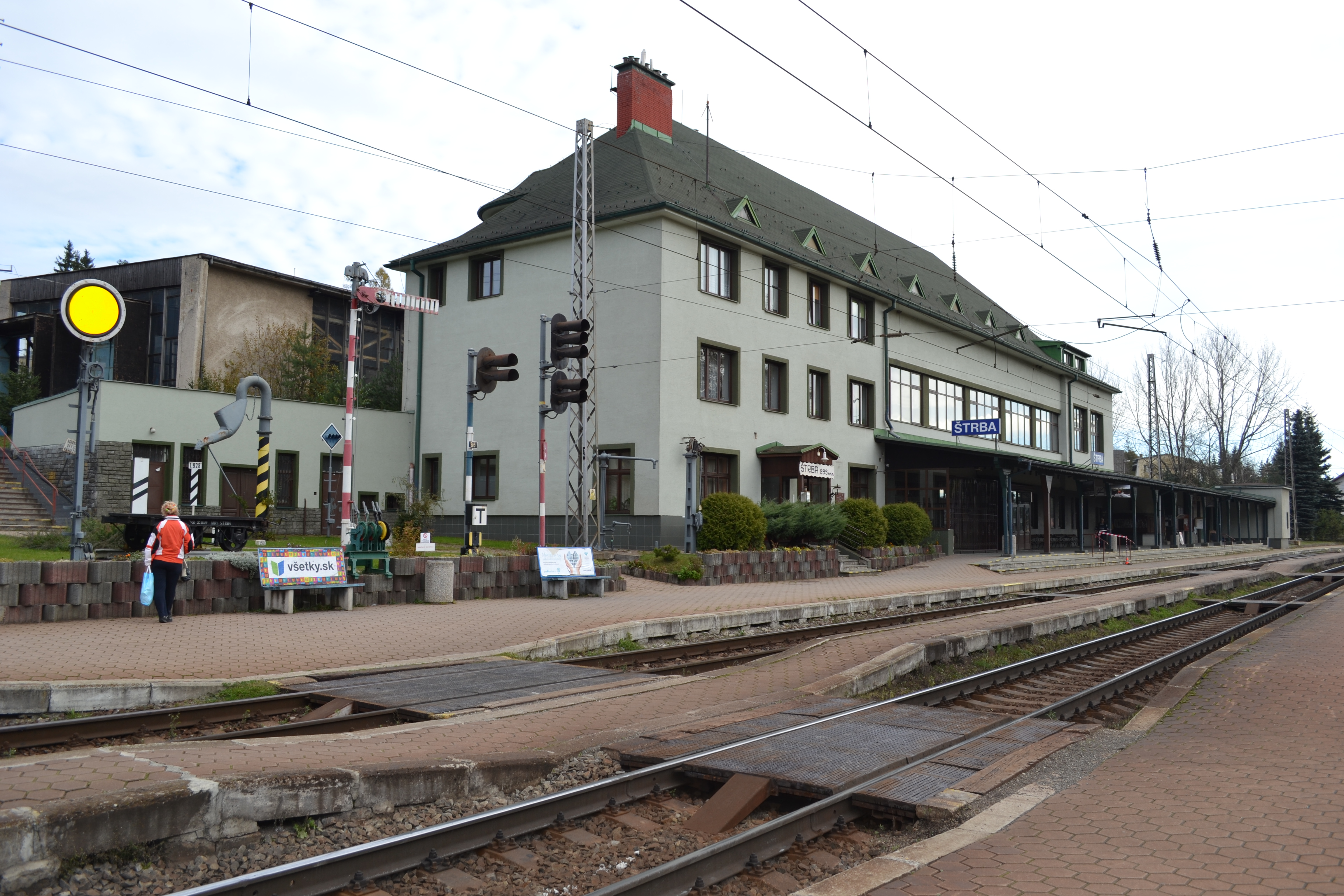
Bahnhof Štrba

Die Gemeinde besitzt mehrere Anschlüsse an das Eisenbahnnetz: den Bahnhof Štrba in Tatranská Štrba und Haltestelle Štrba an der Bahnstrecke Košice–Žilina, Bahnhof Štrbské Pleso der Elektrischen Tatrabahn sowie die Zahnradbahn Štrba–Štrbské Pleso.
Seit 2007 besitzt Štrba eine eigene Anschlussstelle (Ausfahrt 310) an der teilweise fertiggestellten Autobahn D1 (E 50). Parallel zur Autobahn verläuft die Straße 1. Ordnung 18 durch Tatranská Štrba. Die sogenannte Cesta Slobody (deutsch Freiheitsstraße, hier Teil der Straße 2. Ordnung 537) verbindet Štrbské Pleso mit anderen Ortschaften in der Hohen Tatra, mit einem Abzweig Richtung Tatranská Štrba und Štrba (nördlich von Tatranská Štrba als Straße 2. Ordnung 538, südlich als Straße 3. Ordnung 3080). Von lokaler Bedeutung sind die Straße 3. Ordnung 2343 nach Važec und Lučivná und die Straße 3. Ordnung 3061 nach Šuňava und Liptovská Teplička.
Der nächste internationale Flughafen ist der Flughafen Poprad-Tatry in 15 Kilometer Entfernung.